# Ataque en la preparatoria San Andrés
El 30 de noviembre de 2024, un estudiante de 17 años llevó a cabo un ataque escolar en la Preparatoria San Andrés en Guadalajara, Jalisco, México, hiriendo a 2 compañeros con un martillo antes de ser sometido y arrestado.

## Cronología de los hechos

### Ataque
El autor, un joven de 17 años de nombre Brandon inició una transmisión en vivo en las redes sociales a las 10:46 a. m., titulado «masacre escolar disfruten el show». Se le muestra acercándose a un grupo de estudiantes con un martillo en la mano, golpeando a uno de ellos en la parte posterior de la cabeza antes de girarse hacia otro, golpeándolo en la cara. En ese momento el primer estudiante golpeado se levanta y agarra por detrás de los brazos al agresor, inmovilizándolo. El autor fue detenido posteriormente, mientras que ambas víctimas fueron atendidas en un hospital local.
La transmisión fue desconectada poco después de la detención del estudiante. Entre sus pertenencias también se encontraron, además de sus dos armas principales, un cuchillo, una botella de alcohol y un encendedor.

## Autor
El autor del crimen fue identificado como un estudiante de 17 años de la escuela llamado Brandon Alonso (al ser menor de edad, las autoridades no hicieron público su apellido). Sus compañeros de clase a menudo lo describían como un solitario, y no había asistido a clases desde el comienzo del semestre escolar en octubre.
Tenía un largo historial de compartir mensajes violentos a través de Facebook y X; en esta última aplicación sólo tenía 14 seguidores, incluyendo mostrar el cadáver de un ratón que había matado y una selfie tomada dentro de una iglesia en llamas, atribuyéndose la responsabilidad del ataque incendiario. Elogiaba de manera repetida al satanismo, el nazismo y la figura de Adolf Hitler en las redes sociales, posando en una foto mientras hacía el saludo romano con la leyenda «Sieg Heil». También había anunciado sus planes de cometer una masacre tres días antes del ataque.
Brandon finalmente anunció sus planes en las redes sociales a las 8:44 a. m., diciéndoles a sus seguidores que «disfruten el show».

## Secuelas
El suceso se comparó con un ataque escolar similar ocurrido en la misma ciudad de Guadalajara ocho meses antes, también con hacha y cuchillos. El agresor, de 20 años, mató a tres personas (una antes del ataque) e hirió a otra con un hacha de combate antes de ser arrestado. Posteriormente, se suicidó mientras esperaba el juicio. Ambos ataques se realizaron con armas blancas y se anunciaron en redes sociales horas antes de los hechos, lo que generó especulaciones sobre la influencia de grupos en línea en su radicalización, así como críticas al sistema de salud mexicano por no brindar a ninguno de los agresores el apoyo adecuado en salud mental. Algunos también compararon ambos ataques con los recurrentes tiroteos escolares en Estados Unidos.

### Proceso legal
Tras ser detenido, el adolescente fue internado e imputado por lesiones calificadas y apología al delito.